# Baron St. Levan

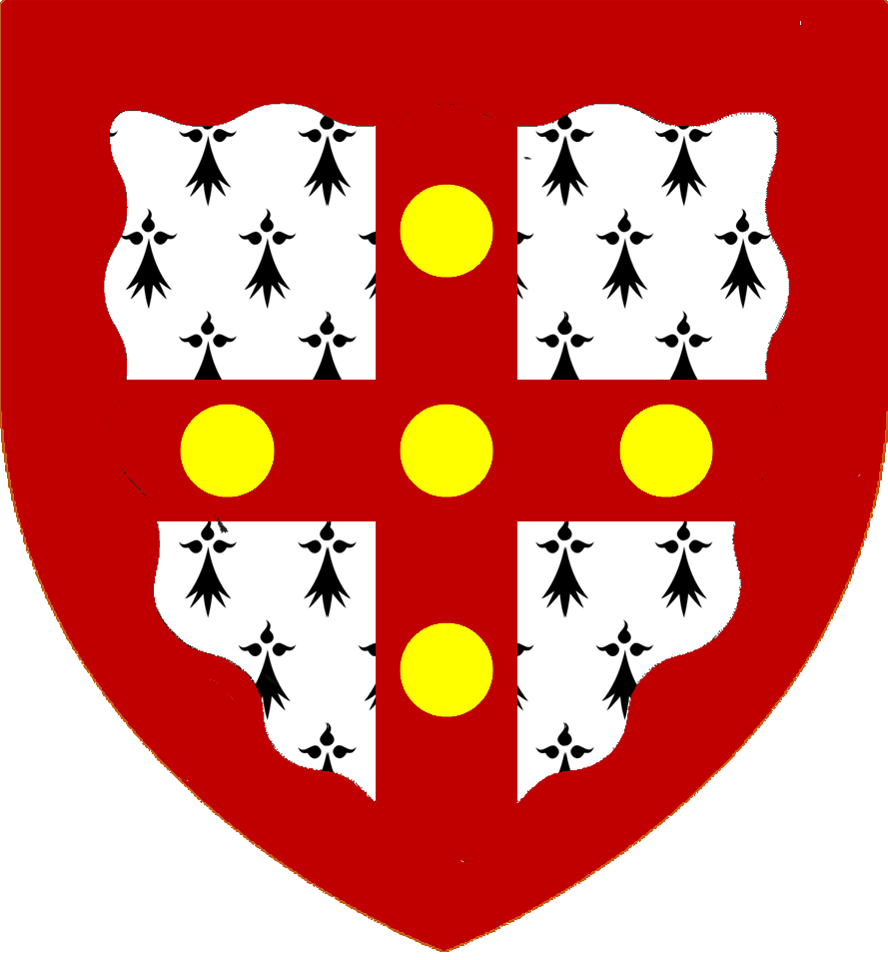
Wappen der Barone St. Levan

Baron Saint Levan, of Saint Michael’s Mount in the County of Cornwall, ist ein erblicher britischer Adelstitel in der Peerage of the United Kingdom.

## Verleihung und nachgeordnete Titel
Der Titel wurde am 4. Juli 1887 für den liberal-unionistischen Politiker Sir John St. Aubyn, 2. Baronet geschaffen. Bereits 1872 hatte er von seinem Vater den Titel Baronet, of St Michael’s Mount in the County of Cornwall, geerbt, der diesem am 31. Juli 1866 der in der Baronetage of the United Kingdom verliehen worden war.

## Liste der St. Aubyn Baronets und Barone St. Levan

### St. Aubyn Baronets, of St Michael’s Mount (1866)
- Sir John St. Aubyn, 1. Baronet († 1872)
- Sir John St. Aubyn, 2. Baronet (1829–1908) (1887 zum Baron St. Levan erhoben)

### Barone St. Levan (1887)
- John St. Aubyn, 1. Baron St. Levan (1829–1908)
- John Townshend St. Aubyn, 2. Baron St. Levan (1857–1940)
- Francis Cecil Ord St. Aubyn, 3. Baron St. Levan (1895–1978)
- John Francis Arthur St. Aubyn, 4. Baron St. Levan (1919–2013)
- James Piers St. Aubyn, 5. Baron St. Levan (* 1950)

Titelerbe (Heir Apparent) ist der Sohn des jetzigen Barons, Hugh James St. Aubyn (* 1983).